# Государственная служба охраны безопасности здорового общества
Государственная служба охраны безопасности здорового общества (туркм. Türkmenistanyň sagdyn jemgyýet howpsuzlygyny goraýyş döwlet gullugy) — упразднённая государственная служба Туркменистана, находившаяся в непосредственном ведении Президента Туркменистана. Главной целью деятельности являлась борьба с незаконным оборотом наркотических средств, психотропных веществ и их прекурсоров, а также выполнения международных обязательств в данной сфере.
В Туркменистане традиционно проводятся акции по уничтожению наркотических средств, изъятых правоохранительными органами Туркменистана.

## История
- 18 января 2008 года создана Государственная служба Туркменистана по борьбе с наркотиками. Начальником новой структуры назначен Мырат Ысламов[2].
- 1 августа 2012 года указом Президента Туркменистана Гурбангулы Бердымухамедова, Государственная служба по борьбе с наркотиками переименована в Государственную службу охраны безопасности здорового общества. Начальником службы назначен подполковник Атадурды Османов[3].
- 1 марта 2016 года включена в состав Министерства внутренних дел Туркмении[4].

## Здание
Новый комплекс находится в центральной части Ашхабада. Здесь предусмотрено использование современных компьютеризированных систем обработки имеющейся и поступающей служебной информации. Здание было торжественно открыто сразу же вслед за Международным днем борьбы против употребления наркотиков и их незаконного оборота, при участии членов Меджлиса руководителей военных и правоохранительных органов Туркмении, общественных организаций.

## Критика деятельности
По оценкам туркменской оппозиции, что наркомания в стране носит характер эпидемии. Если по официальной статистике на 100.000 жителей Туркмении приходится около 400 наркоманов, то реальное число в 10 раз больше и составляет порядка 4.000 человек.